# Lenka Petrášová
Lenka Petrášová (25. prosince 1975 – 2021) byla česká novinářka.

## Život
Jako novinářka začínala v Přerově, v místní kabelové televizi. Na Moravě také založila Hanácký informační týdeník.
Od roku 2003 pracovala v Mladé frontě DNES, kde psala o neotřelých tématech zdravotnictví a sociální politiky. Od roku 2017 byla členkou redakce časopisu Moderní řízení Economia. Kromě toho byla redaktorkou portálu INFO.cz a věnovala se psaní pro weby www.otevrenezdravotnictvi.cz, jehož byla spoluzakladatelkou, a pro www.vitalia.cz. Psala také pro speciální přílohy Hospodářských novin, byla obsahovou manažerkou webu uLékaře.cz a redaktorkou časopisu Moje zdraví.
Byla aktivní organizátorkou seminářů a konferencí v oboru zdravotnické a sociální politiky. Deset let působila v organizaci Elpida, věnující se práci se seniory. Řídila také mezinárodní kulturní festival Wine&Art Prague.

## Ocenění
Za svou práci byla několikrát oceněna: dvěma evropskými cenami za zdravotnická témata a v roce 2013 čestným uznáním v Novinářské ceně Nadace Open Society Fund.